# Jorge Bonifacio
Jorge Luis Bonifacio (Santo Domingo; 4 de junio de 1993) es un jardinero dominicano de béisbol profesional que actualmente es Agente libre. Anteriormente jugó para los Kansas City Royals, Detroit Tigers y Philadelphia Phillies de la MLB.

## Carrera profesional

### Kansas City Royals
Los Kansas City Royals firmaron a Bonifacio como agente libre internacional en 2009. Jugó para los Kane County Cougars de la Class A Midwest League y apareció en el Midwest League All-Star Game. En 2013, Bonifacio comenzó la temporada con los Wilmington Blue Rocks de la Clase A-Advanced Carolina League. En las últimas semanas de la temporada, los Reales promovieron a Bonifacio a los Northwest Arkansas Naturals de la Clase AA de la Liga de Texas. Finalizada la temporada, lo destinaron a los Peoria Javelinas de laLiga de Otoño de Arizona. Fue incluido en el Fall Stars Game.
Los Reales invitaron a Bonifacio al entrenamiento de primavera en 2014. Jugó para los Naturals en 2014 y en 2015. Pasó la temporada de 2016 con los Omaha Storm Chasers de la Clase AAA Pacific Coast League , y fue seleccionado para aparecer en el All-Star Futures Game 2016.
Bonifacio comenzó la temporada 2017 con Omaha. Los Reales lo ascendieron a las ligas mayores el 21 de abril de 2017. Registró su primer hit y jonrón en las Grandes Ligas el 23 de abril.
El 10 de marzo de 2018, Bonifacio fue suspendido 80 juegos sin goce de sueldo luego de dar positivo por boldenona un esteroide anabólico derivado de la testosterona. Regresó en la segunda mitad de la temporada pero tuvo problemas, bateando .225 con cuatro jonrones y 23 carreras impulsadas
Bonifacio fue designado para asignación el 20 de noviembre de 2019. Fue puesto en libertad el 25 de noviembre y se convirtió en agente libre el 27 de noviembre.

### Detroit Tigers
El 7 de diciembre de 2019, los Tigres de Detroit firmaron a Bonifacio con un contrato de ligas menores con una invitación a los entrenamientos de primavera. El 19 de agosto de 2020, los Tigres compraron el contrato de Bonifacio y lo insertaron en la alineación. En general con los Tigres de Detroit de 2020 , Bonifacio bateó para .221 con dos jonrones y 17 carreras impulsadas en 30 juegos. El 27 de octubre de 2020, Bonifacio fue eliminado de la lista de 40 hombres. Se convirtió en agente libre el 2 de noviembre de 2020.
El 12 de abril de 2021 se informó que Bonifacio había firmado con los Mariachis de Guadalajara de la Liga Mexicana. Sin embargo, al día siguiente, los representantes de Bonifacio notaron que Bonifacio no había firmado con el club y todavía era agente libre.

### Philadelphia Phillies
El 25 de mayo de 2021, Bonifacio firmó un contrato de ligas menores con la organización Philadelphia Phillies y fue asignado a Double-A Reading Fightin Phils. Bonifacio bateó .251 con 12 jonrones y 41 carreras impulsadas en 49 juegos para Double-A Reading, lo que lo llevó a ascender a Triple-A Lehigh Valley IronPigs el 22 de julio. Después de batear .321 con tres jonrones y 13 carreras impulsadas para Triple-A Lehigh Valley, los Phillies seleccionaron el contrato de Bonifacio el 20 de agosto. Después de irse de 3-0 para los Phillies, Bonifacio fue designado para asignación el 24 de agosto. El 25 de agosto, Bonifacio autorizó las exenciones y fue asignado directamente a Triple-A Lehigh Valley. El 27 de agosto, luego de que Zach Eflin , Luke Williams y Andrew Knapp fueran incluidos en la lista de Covid-19, los Filis reeligieron el contrato de Bonifacio. El 3 de septiembre, Bonifacio fue devuelto a Lehigh Valley y eliminado de la lista de 40 hombres. El 8 de octubre, Bonifacio eligió la agencia libre. 

## Vida personal
Bonifacio es el hermano menor de Emilio Bonifacio. Se casó en la ciudad de Santo Domingo el día 10 de octubre de 2022 con Marjorie Cuevas. 